# Reggenza di Bangkalan
La reggenza di Bangkalan (in indonesiano: Kabupaten Bangkalan) è una reggenza dell'Indonesia, situata nella provincia di Giava Orientale.
La reggenza si trova nella parte occidentale dell'isola di Madura.